# Battles in Normandy
Battles in Normandy est un jeu vidéo de type wargame créé par Roger Keating et Ian Trout et publié par Strategic Studies Group en 1987 sur Apple II et Commodore 64. Le jeu s’appuie sur le moteur de Battlefront (1986) dont il reprend quasiment à l’identique le système qu'il transpose à la bataille de Normandie de la Seconde Guerre mondiale. Il propose huit scénarios qui retracent notamment le débarquement en Normandie, la bataille de Cherbourg et les opérations britanniques pour briser les lignes allemandes autour de Caen. Comme dans son prédécesseur, le joueur commande un corps d’armée composé de jusqu’à trois divisions qui peuvent contenir plusieurs régiments et bataillons. Les unités affichées à l’écran correspondent à des bataillons mais le joueur ne leur donne pas directement des ordres. A la place, il transmet ses ordres à ses commandants de divisions, qui se chargent ensuite de transmettre les ordres à leurs subordonnés.

## Système de jeu
Battles in Normandy est un wargame qui simule, à l’échelle opérationnelle, la bataille de Normandie de la Seconde Guerre mondiale. Le jeu propose huit scénarios, chacun avec entre deux et quatre variantes historiques qui détermine les conditions de départ. Les trois premiers simulent respectivement le débarquement de Normandie sur les plages d’Omaha Beach, de Utah Beach et de Sword Beach. Le quatrième retrace la bataille de Cherbourg lors de laquelle les américains tentent de prendre le port de Cherbourg. Le cinquième simule la bataille de Carentan avec la prise puis la défense de Carentan par les américains. Les derniers retracent trois des opérations menées par les britanniques pour briser les lignes allemandes autour de Caen, la bataille de Villers-Bocage, l’opération Goodwood et l’opération Epsom. Chaque scénario peut être joué seul contre l’ordinateur ou à deux. Dans le premier cas, le joueur peut choisir de commander l’un ou l’autre des deux camps. Pour chaque scénario, il peut également régler le handicap des deux camps, qui influe sur le calcul des points de victoires plutôt que sur les caractéristiques des unités ou l’intelligence artificielle. Comme son prédécesseur, le jeu intègre un utilitaire qui permet au joueur de créer et de modifier ses propres scénarios. Le jeu s’appuie sur le moteur de Battlefront (1986) dont il reprend quasiment à l’identique le système. Comme dans ce dernier, le joueur commande un corps d’armée composé de jusqu’à trois divisions, chacune d’elles pouvant contenir jusqu’à quatre régiments. En plus des quatre bataillons que peut contenir chaque régiment, le joueur dispose de plusieurs bataillons indépendants, qui peuvent être rattachés à n’importe quelle division. Au total, le joueur peut ainsi commander jusqu’à soixante bataillons de quatorze types différents. Les unités affichées à l’écran correspondent à ces bataillons mais le joueur ne leur donne pas directement des ordres. A la place, il transmet ses ordres à ses commandants de divisions, qui se chargent ensuite de transmettre les ordres à leurs subordonnés. 

## Accueil
| Battles in Normandy      |      |       |
| Média                    | Nat. | Notes |
| Computer and Video Games | US   | 4/10  |
| Jeux et Stratégie        | FR   | 3/5   |
| Zzap!64                  | US   | 90 %  |

À sa sortie, Battles in Normandy fait l’objet de critiques mitigées dans la presse spécialisé. Dans le magazine Computer Gaming World, le journaliste Bob Proctor rappel tout d’abord que le jeu reprend le système de Battlefront et que comme dans ce dernier, le joueur incarne commandant de corps d’armée sans contrôle direct sur les actions des unités représentés à l’écrans. Il juge ainsi qu’il bénéficie d’un système « révolutionnaire » qui diffère de celui de la plupart des wargames qui tendent à s’inspirer des jeux de guerre traditionnels dans lesquels un tel système ne peut pas être mis en place. Il précise cependant que si le programme simule de manière réaliste la chaine de commandement d’un corps d’armée, il ne parvient pas à gérer de manière réaliste le comportement des unités. Il note ainsi que par rapport à un jeu plus classique, le joueur perd l’avantage d’un contrôle direct des unités sans pour autant bénéficier de l’avantage que procure normalement les prises d’initiatives individuelles de ces unités. Il estime par ailleurs que malgré quelques ajustements apportés au moteur de Battlefront, ce dernier n’est pas vraiment adapté aux spécificités de la  bataille de Normandie et que par conséquent, seuls trois des huit scénarios du jeu prennent véritablement avantage de son système de jeu. Il note en revanche que les trois scénarios en question offrent un niveau inédit de réalisme en matière de simulation du commandement d’un corps d’armée.

## Postérité
Battles in Normandy est le deuxième volet d’une série de six wargames développés par Strategic Studies Group et reprenant le moteur de jeu de Battlefront (1986). Il est ainsi suivi par les jeux Halls of Montezuma (1988), Rommel: Battles for North Africa (1988), MacArthur's War: Battles for Korea (1988) et Panzer Battles (1989). Initialement développé pour les micro-ordinateurs Apple II et Commodore 64, leur moteur de jeu est au total adapté sur huit plateformes dont notamment les ordinateurs Amiga, IBM PC et Macintosh. Cette évolution marque la transition opérée à l’époque par le studio entre les ordinateurs 8-bit du début des années 1980 et les ordinateurs 16-bit afin de proposer des graphismes plus sophistiqué et colorés.